# Babylon (Repubblica Ceca)
Babylon è un comune della Repubblica Ceca facente parte del distretto di Domažlice, nella regione di Plzeň.